# Overfladeintegral
Overfladeintegral er en generalisering af multiple integraler til integration over en overflade. Der er typisk tale om en 2-dimensional overflade i et 3-dimensionelt rum. Man kan betragte overfladeintegral analogt til et integral i én dimension. Overfladeintegral anvendes især indenfor fysikken til at beskrive elektromagnetiske fænomener.